# Atlantský oceán
Atlantský oceán, jednoslovně Atlantik, je vodní plocha mezi Afrikou, Evropou a Amerikou. Na jihu sahá až po Antarktidu (např. podle Národní zeměpisné společnosti) nebo (podle Mezinárodní hydrografické organizace) pouze k jižní 60. rovnoběžce, kde hraničí s Jižním oceánem. Je druhým největším z pěti světových oceánů.
Jeho celková rozloha zaujímá přibližně pětinu zemského povrchu, což včetně okrajových moří činí cca 106,5 mil. km² a 82,4 mil. km² bez okrajových moří (resp. 76,8 mil. km² při uznání Jižního oceánu). Do Atlantiku přitéká voda z asi čtyřikrát většího území, než je tomu u Tichého nebo Indického oceánu. Objem Atlantiku je i s objemem přilehlých moří 354,7 mil. km³, resp. 323,6 mil. km³ bez nich. Délka jeho pobřeží je uváděna 111 866 km. Šířka ve směru východ–západ se pohybuje od 2848 km mezi Brazílií a Libérií do 4830 km mezi Spojenými státy a severní Afrikou. Nejhlubší místo v Atlantském oceánu je prohlubeň Milwaukee v Portorickém příkopu v hloubce 8648 metrů pod hladinou oceánu. Průměrná hloubka dosahuje 3332 m, resp. 3926 m bez moří.
Středem Atlantského oceánu se táhne největší podmořský horský hřeben – Středoatlantský hřbet. Táhne se ve tvaru písmene S od Islandu až k 58° jižní šířky v délce asi 11 300 km.
Ostrovy Atlantského oceánu jsou pevninského původu. Tyto ostrovy leží blízko pevniny, od které se oddělily – např. Grónsko, Velká Británie, Irsko, Kuba atd. Na stycích litosférických desek se vytvořily stovky sopečných ostrovů, např. Malé Antily, Azory, Kanárské ostrovy, Madeira a Kapverdy.
Na březích severního Atlantiku leží většina nejvyspělejších zemí světa. Atlantský oceán je tak protkán sítí celosvětově nejpoužívanějších mořských tras mezi východní a západní polokoulí. Nacházejí se zde významné světové oblasti rybolovu a těží se ropa a zemní plyn v Karibském moři, Mexickém zálivu a v Severním moři.

## Geografie

### Vnitřní a okrajová moře

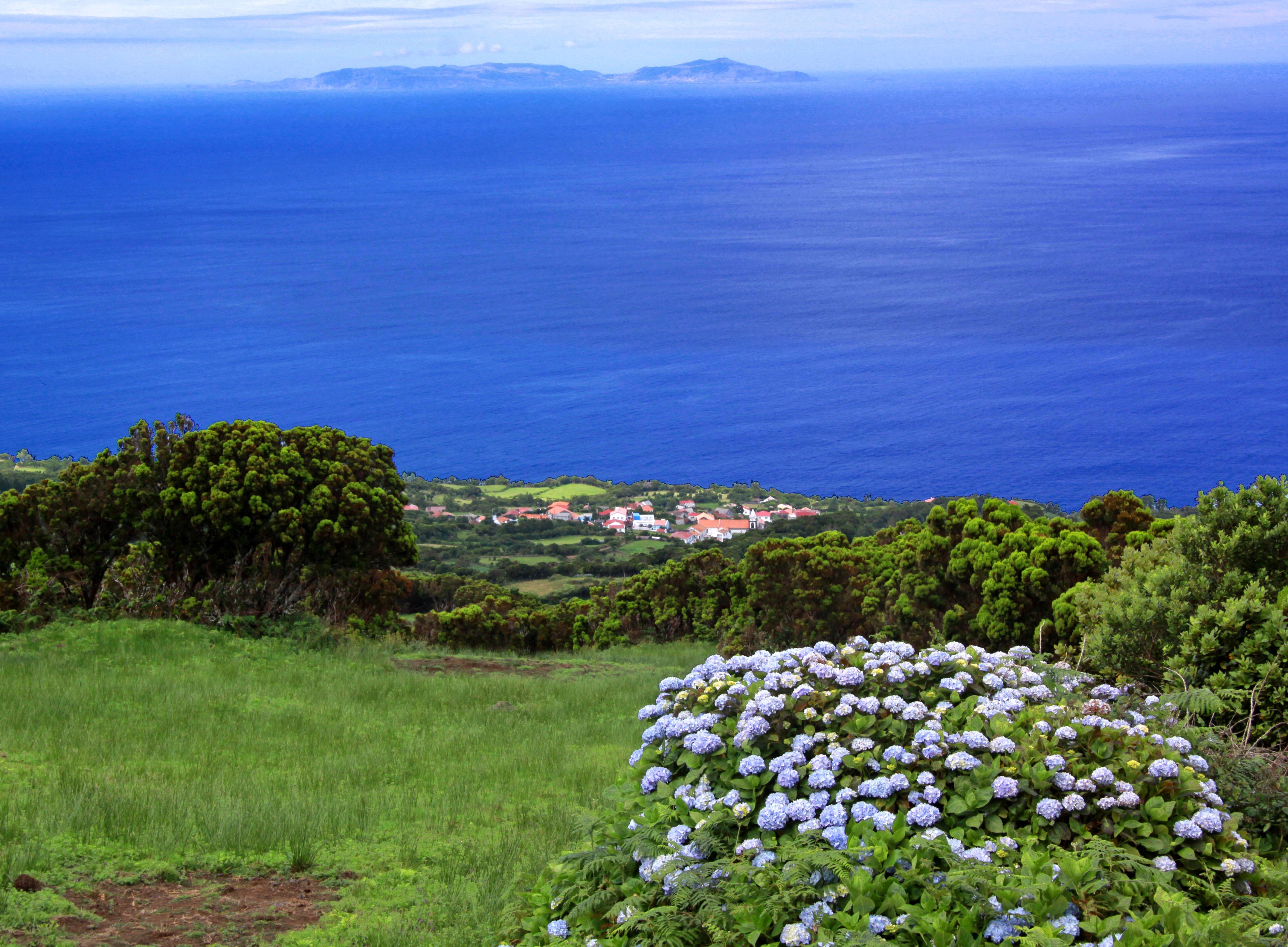
Azory jsou sopečného původu

- Sargasové mořeBritské Panenské ostrovy v Karibském moři

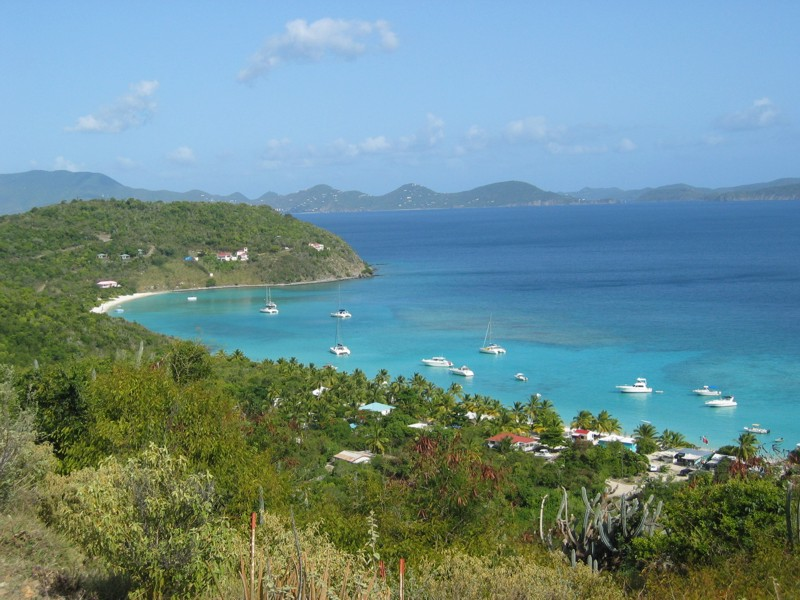
Britské Panenské ostrovy v Karibském moři

- Karibské moře (včetně Yukatánského moře)
- Středozemní moře
- Guinejský záliv
- Mexický záliv
- Norské moře
- Grónské moře
- Argentinské moře
- Labradorské moře
- Irmigerovo moře
- Baffinovo moře
- Severní moře
- Černé moře
- Baltské moře
- Libyjské moře
- Levantské moře
- Keltské moře
- Tyrhénské moře
- Záliv svatého Vavřince
- Biskajský záliv
- Egejské moře
- Jónské moře
- Baleárské moře
- Jaderské moře
- Botnický záliv
- Krétské moře
- Mainský záliv
- Ligurské moře
- Lamanšský průliv
- Jamesova zátoka
- Velká Syrta
- Hebridské moře
- Irské moře
- Azovské moře
- Venezuelský záliv
- Lví záliv
- Marmarské moře
- Weddellovo moře
- Ostrovní moře
- moře krále Haakona VII.

### Ostrovy

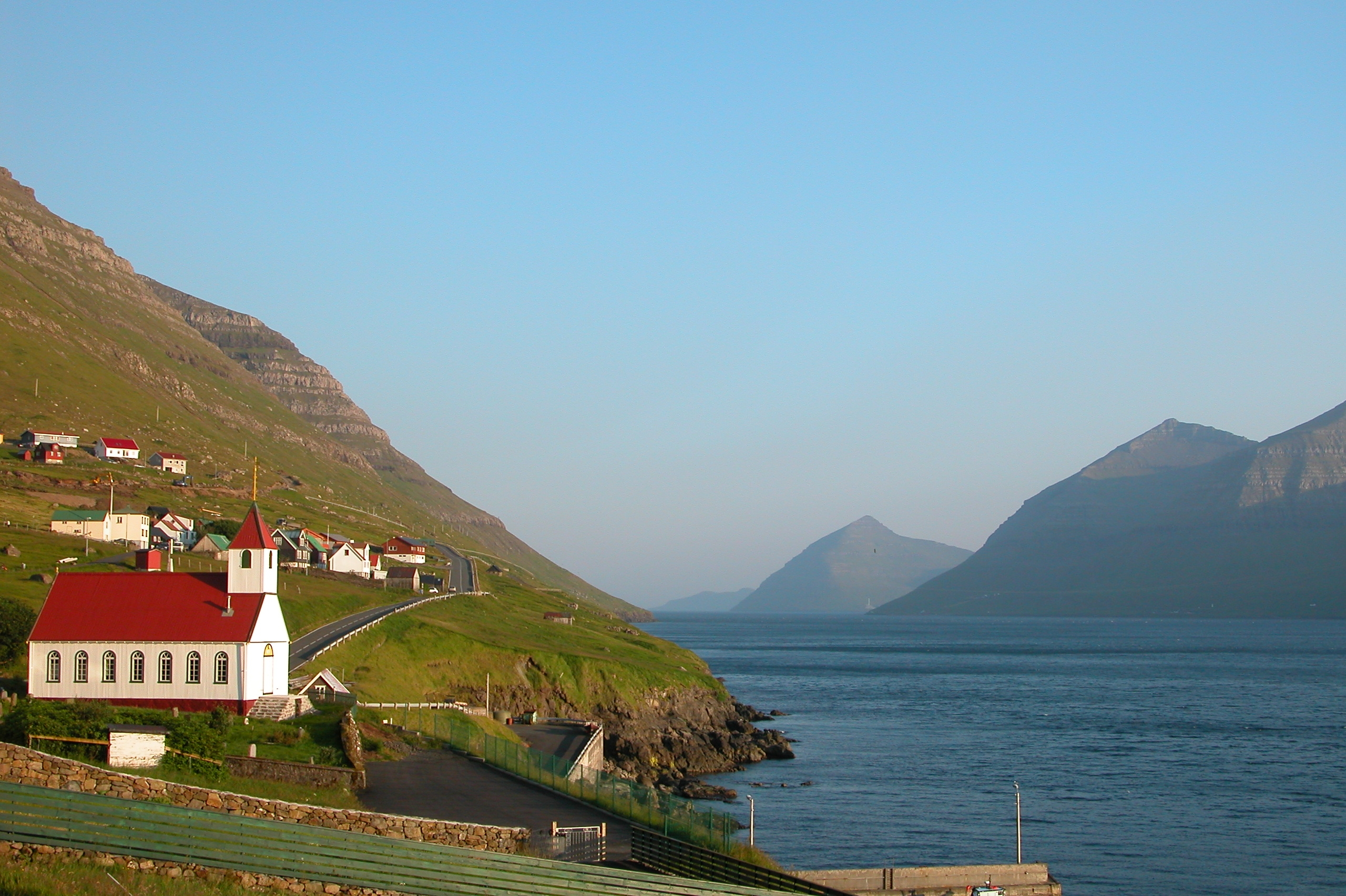
Faerské ostrovy v severním Atlantiku

Ostrovy v Atlantském oceánu jsou například:
- Island
- Velká Británie
- Jižní Georgie
- Kuba
- Grónsko
- Newfoundland
- Hispaniola
- Irsko

Více o ostrovech a souostroví.
Příklady ostrovů podle některých států: 
Evropských
- Ostrovy Španělska – La Palma
- Ostrovy Spojeného království – Velká Británie, ostrov Svatá Helena
- Ostrovy Portugalska – Madeira

...
Amerických
- Ostrovy Kanady – Baffinův ostrov
- Ostrovy USA – Havaj
- Ostrovy Chile – Chiloé

...

### Oceánské pánve
- Africko-antarktická pánev
- Angolská pánev
- Argentinská pánev
- Kanárská pánev

## Původ názvu
Název „Atlantský oceán“ pochází z řecké mytologie. Podle ní byl Atlas obr, který podpíral nebeskou klenbu. Řecké jméno Atlantis thallasa znamená Atlantovo moře.

## Historie

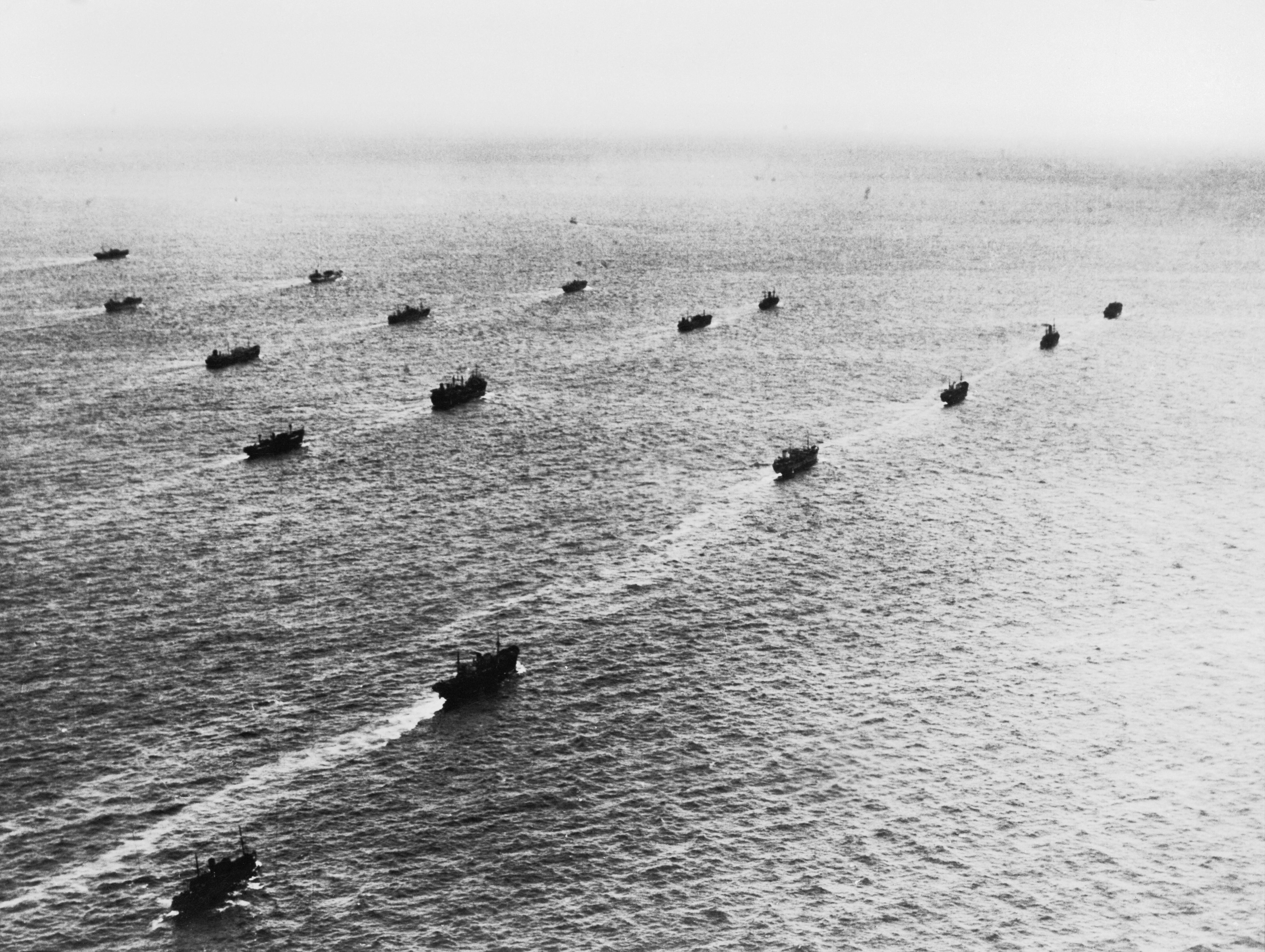
Britský námořní konvoj během bitvy o Atlantik ve druhé světové válce

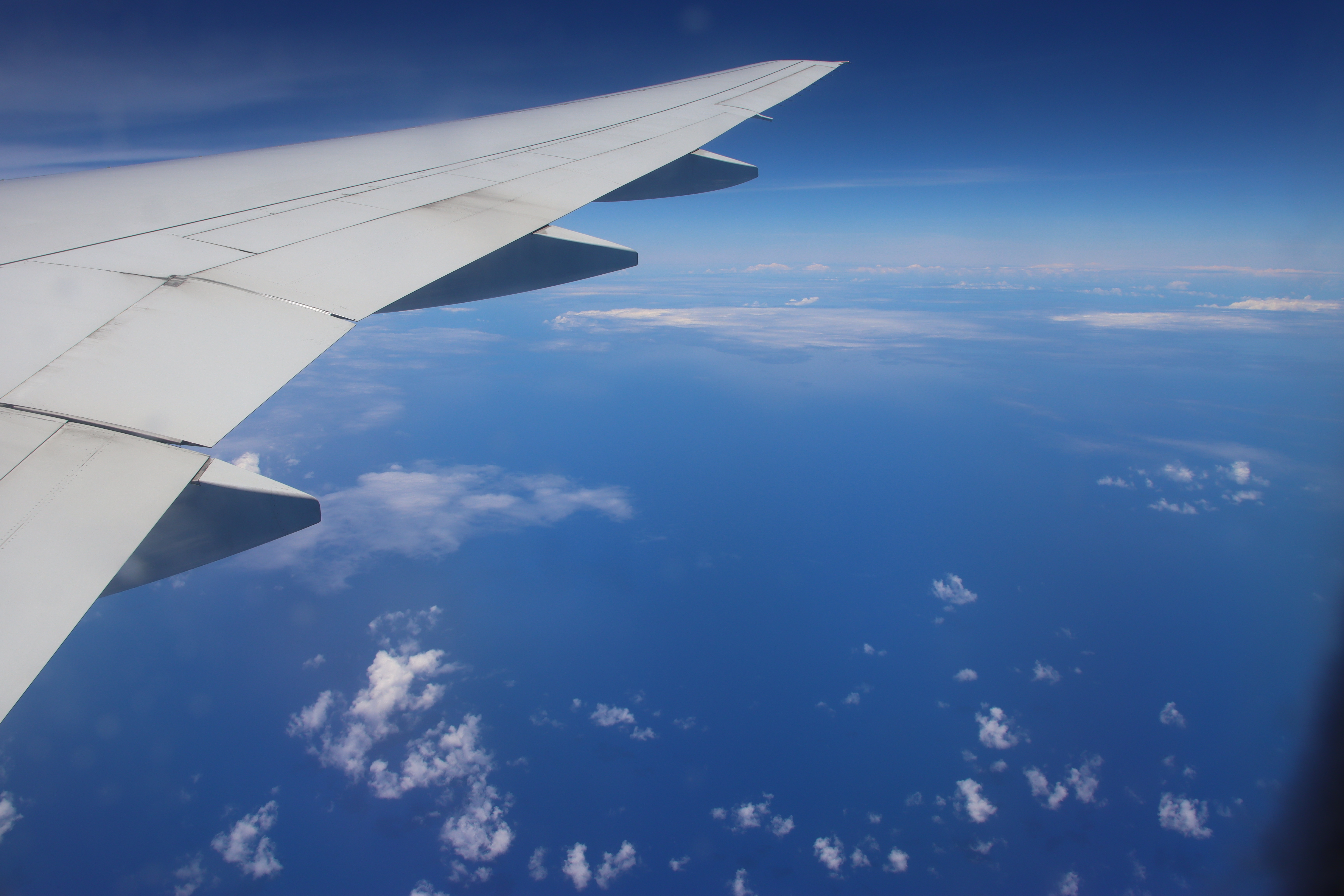
Atlantský oceán tvoří bariéru mezi Evropou a Amerikou a denně jej překonají stovky letů

Od 8. století pronikali na oceán přes Island, Grónsko až do Ameriky severští Vikingové. V 15. století se zde podél západních břehů Afriky plavili portugalští mořeplavci Bartolomeo Diaz a Vasco da Gama. Roku 1492 španělská výprava pod vedením Itala ve španělských službách Kryštofa Kolumba (Cristoforo Colombo) dosáhla plavbou přes Atlantský oceán Bahamských ostrovů.

## Slanost
Atlantik je v průměru nejslanějším ze všech ostatních oceánů. Salinita povrchové vody v otevřeném oceánu se pohybuje od 3,3–3,7 % a mění se v závislosti na zeměpisné šířce a ročním období. Hodnoty slanosti povrchu ovlivňuje odpařování, srážky, přítok řek a tání mořského ledu. Ačkoli nejnižší hodnoty slanosti jsou těsně severně od rovníku (kvůli silným tropickým dešťům), obecně bývají nejnižší hodnoty i ve vysokých zeměpisných šířkách a podél pobřeží, kam ústí velké řeky. Maximální hodnoty slanosti se vyskytují v tomto oceánu přibližně na 25° severní a jižní šířky, v subtropických oblastech s nízkými srážkami a vysokým odpařováním.

## Okrajové části
- Sargasové moře
- Guinejský záliv
- Středozemní moře
- Karibské moře
- Mexický záliv
- Baltské moře
- Severní moře